# Новоподзорновское сельское поселение
Новоподзо́рновское се́льское поселе́ние — муниципальное образование в Тяжинском районе Кемеровской области. Административный центр — село Новоподзорново.

## История
Новоподзорновское сельское поселение образовано 17 декабря 2004 года в соответствии с Законом Кемеровской области № 104-ОЗ.

## Население
| 2010 | 2011 | 2012 | 2013 | 2014 | 2015 | 2016 |
| ---- | ---- | ---- | ---- | ---- | ---- | ---- |
| 774  | ↘772 | ↘752 | ↘733 | ↘710 | ↘684 | ↘665 |
| 2017 | 2018 | 2019 |      |      |      |      |
| ↘642 | ↘621 | ↘592 |      |      |      |      |

## Состав сельского поселения
| № | Населённый пункт | Тип населённого пункта       | Население |
| - | ---------------- | ---------------------------- | --------- |
| 1 | Изындаево        | деревня                      | ↘170      |
| 2 | Новоподзорново   | село, административный центр | 604       |